# Enclume (instrument de musique)
Pour les articles homonymes, voir Enclume.
L'enclume est un instrument de musique de la famille des percussions. À l'origine, il ne s'agissait que d'une utilisation musicale de l'enclume de forgeron. Les instruments modernes sont composés d'une lame ou d'un tube de métal de dimensions précisément définies pour obtenir une note de la gamme tempérée. Ils sont généralement frappés avec des marteaux métalliques, et peuvent être placés dans un cadre servant de caisse de résonance (« résonateur »).

## Histoire
L'enclume est d'abord considérée comme un instrument « pittoresque ». Elle apparaît pour la première fois sur scène dans l'opéra d'Auber Le Maçon, en 1825. Hector Berlioz l'emploie dans son Benvenuto Cellini, en 1838, pour accompagner le chœur des compagnons du célèbre ciseleur (« Bienheureux les matelots »). 
En 1853, Giuseppe Verdi utilise deux enclumes pour le fameux « chœur des enclumes » du Trouvère (« Vedi ! le fosche notturne spoglie »). Richard Wagner porte ce nombre à dix-huit pour un interlude de L'or du Rhin (1869) évoquant l'activité des nains dans la mine, où les instruments sont tous accordés en Fa sur trois octaves et répartis à différents endroits derrière la scène. 
Le compositeur allemand emploie encore une enclume dans le 1er acte de Siegfried (1876), pour accompagner le héros au moment de forger son épée Notung (« Nothung ! Nothung ! Neidliches Schwert ! »)

## Emploi dans l'orchestre
Au XIXe siècle, puis au XXe siècle, l'emploi des enclumes s'est diversifié, touchant la musique symphonique et la musique expérimentale comme la musique populaire.

### Opéra
- Antigone de Carl Orff,
- The Burning Fiery Furnace de Benjamin Britten.

### Musique symphonique

#### Symphonies
- 5e symphonie de Kurt Atterberg,
- 3e symphonie d'Arnold Bax,
- 3e symphonie d'Aaron Copland.

#### Poèmes symphoniques
- Belshazzar's Feast de William Walton,
- Song of the Blacksmith (« chant du forgeron ») dans la 2e suite en Fa pour harmonie militaire de Gustav Holst,
- De Materie (1re partie) de Louis Andriessen, comprenant un long solo pour deux enclumes,
- Feuerfest Polka, op. 269 de Josef Strauss, composée pour un bal donné par un fabricant de coffre-fort qui fétait son vingt-millième produit[1].

### Musique expérimentale
- Ionisation d'Edgar Varèse, où le compositeur emploie deux enclumes dont il précise les dimensions plutôt que la hauteur :

### Musique populaire
- Maxwell's Silver Hammer des Beatles, où Ringo Starr tient les enclumes,
- Ouverture de l'album Révolutions de Jean Michel Jarre,
- Between The Hammer And The Anvil (« entre le marteau et l'enclume ») de Judas Priest,
- On the Other Side du groupe Kansas, où le violoniste Robby Steinhardt tient les enclumes,
- Body Hammer du groupe Fear Factory.

### Musique de film
Parmi les utilisations de l'enclume dans l'orchestre, il convient de citer les films suivants :
- Terminator, Brad Fiedel,
- Aliens, le retour, James Horner,
- Mémoire effacée, James Horner,
- Titanic, James Horner,
- Les Dents de la mer, John Williams,
- Star Wars, épisode III : La Revanche des Sith, John Williams,
- Harry Potter et le Prince de sang-mêlé, Nicholas Hooper,
- Matrix, Don Davis,
- Le Seigneur des anneaux, Howard Shore,
- Le Hobbit : Un voyage inattendu, Song of the Lonely Mountain, Neil Finn.